# アダム・ララーナ
アダム・デヴィッド・ララーナ（Adam David Lallana, 1988年5月10日 - ）は、イングランド・セント・オールバンズ出身の元サッカー選手、サッカー指導者。元イングランド代表。現役時代のポジションはMF。
日本ではアダム・ララナと表記されることがある。祖父はマドリード出身のスペイン人である。

## クラブ歴
セント・オールバンズ生まれで、5歳のときにボーンマスに移り、2000年、12歳でサウサンプトンのアカデミーに加入した。

### サウサンプトンFC
2004-05シーズンは、セオ・ウォルコット、ガレス・ベイル、レオン・ベスト、ネイサン・ダイアーらと共にFAユースカップ準優勝に貢献し、U-17イングランド代表招集のためのメディカルチェックを受けたが、そこで不整脈が発見され、手術をした。
2006年8月23日、リーグカップのヨーヴィル・タウンFC戦でトップチームデビューした。
2008年4月28日、ウェスト・ブロムウィッチ・アルビオン戦でプロ初ゴール。このゴールはチームのチャンピオンシップ（2部）残留への希望をつなぐ先制点であった（結局、この試合は1-1の引き分けであった）。
2008-09シーズンはレギュラーとなってリーグ戦40試合に出場し、翌2009-10シーズンは合計20ゴールを挙げ、チームの中心選手となった。
いくつかのプレミアリーグのチームが関心を持つ中、2011年1月、サウサンプトンFCと4年半の新たな契約を結んだ。2010-11シーズンは、リーグ戦8ゴールを挙げて、リーグ1のPFA年間ベストイレブンに選出された。
2011-12シーズンは、開幕戦のリーズ・ユナイテッドAFC相手に、3-1の勝利に貢献するゴールを決めたのを皮切りに、リーグ戦11ゴール、全大会含めて13ゴールを挙げてチームのプレミアリーグ昇格に貢献し、チャンピオンシップのPFA年間ベストイレブンに選出された。

### リヴァプールFC

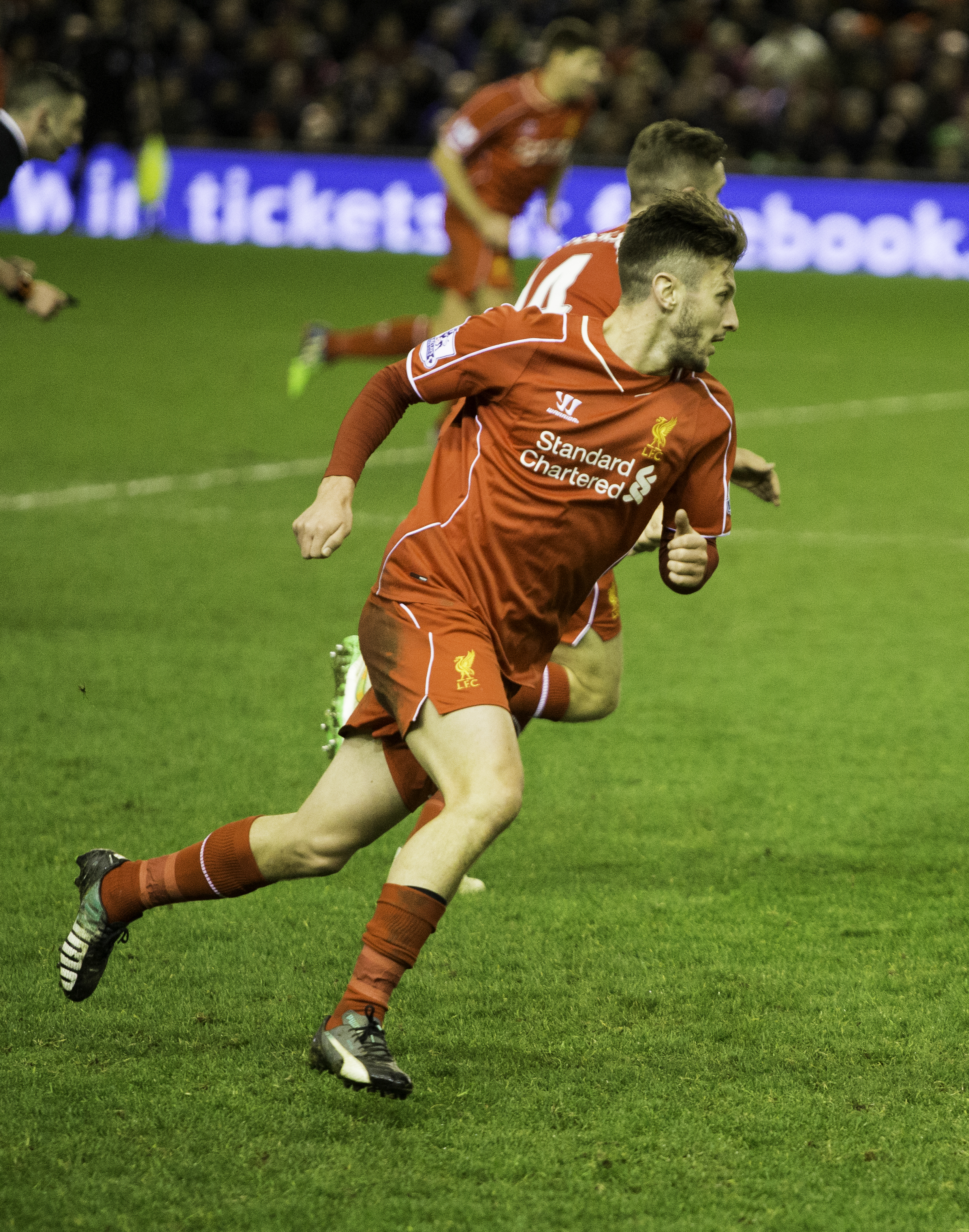
リヴァプールFCでプレーするララーナ(2014年)

2014年7月1日、リヴァプールFCへの移籍が決定した。背番号は20番。また、移籍金は2500万ポンドとも言われる高額な移籍金だと報道された。リヴァプールのブレンダン・ロジャーズ監督は「プレミアリーグで最高峰の才能を持つララーナと契約できて本当に嬉しいよ。彼は特別な若者で、成長することに飢えている。戦術理解度も高く、リーダーシップも持っている。彼なら、リヴァプールというクラブが持つ文化に完璧にフィットすると確信している」 と加入時は語った。
2014年10月4日のWBA戦でリヴァプールでの初ゴールを決めた。2015年1月1日に行われたプレミアリーグ第20節のレスター・シティFC戦で、脹脛を負傷し55分に交代。最大1カ月の離脱を強いられた。リヴァプール加入初年度の2014-15シーズンは、チームは無冠に終わり、ララーナ自身の怪我もあって、悔しいシーズンになった。
2015-16シーズン、CL出場権の獲得に貢献、このシーズン、ジェイムズ・ミルナーの15アシストに次ぐ、チーム2位タイとなる年間10アシストを記録した。2017年2月22日、契約延長し長期契約を締結した。
2017-18シーズン、プレシーズン中に負傷し、長期離脱したその後復帰しベンチからの出場など続け、イングランド代表にも復帰していたが、3月31日のクリスタル・パレスFC戦で先発出場からわずか5分後、負傷により再び戦列から離脱。UEFAチャンピオンズリーグ決勝のレアル・マドリード戦では負傷退場したモハメド・サラーの代わりに出場するも、チームを勝利に導くプレーは出来なかった。
2019-20シーズン、30年ぶりのプレミアリーグ優勝を経験。チームとの契約は6月30日までであったが、新型コロナウイルスの影響でリーグ戦が中断したことで、チームとの契約をシーズン終了まで延長したが、この発表によりシーズン終了後に退団することが正式に決定した。

### ブライトン
2020年7月27日、ブライトン・アンド・ホーヴ・アルビオンFCと3年契約を締結したことが発表された。背番号は14番。2021年3月6日、レスター・シティー戦で移籍後初ゴールを決めた。2023-24シーズン終了後にブライトンとの契約が満了

### サウサンプトンFC
2024年6月14日、10年ぶりとなる古巣サウサンプトンFCに移籍。契約期間は1年間。
2025年6月25日、自身のインスタグラムで現役引退を表明した。

## 代表歴
2006年4月17日、U-18イングランド代表として、出身地のボーンマスで行われたU-18スロベニア代表戦に出場し、ゴールを挙げてチームの勝利に貢献した。その後、2006年10月9日、U-19イングランド代表としてU-19オーストリア代表戦に、2008年11月18日、U-21イングランド代表としてU-21チェコ代表戦に、それぞれ出場した。
2012年9月10日、2014 FIFAワールドカップ・ヨーロッパ予選のウクライナ戦のために、イングランド代表に初招集された。
2013年11月15日のチリとの親善試合で代表初出場を果たした。
2014 FIFAワールドカップのメンバー23人に含まれ、グループリーグのイタリア戦でダニエル・スタリッジとの交代でラスト10分間プレーした。
2015年3月27日にUEFA EURO 2016予選のリトアニア代表戦、2015年3月31日にイタリア代表と親善試合に臨む代表メンバーにララーナは招集されたが、負傷離脱した。
UEFA EURO 2016のメンバーに選出された。
2016年9月4日、2018 FIFAワールドカップ・ヨーロッパ予選スロバキア戦で、後半アディショナルタイムに決勝点となる代表初ゴールを挙げた。2016年11月11日のスコットランド戦でもチーム3点目となるゴールを決めた。2016年の代表での活躍もあり、2017年1月イングランド・プレーヤー・オブ・ザアワードを受賞した。
2018 FIFAワールドカップでは怪我上がりということもあり、待機リストに名を連ねるに留まった。

## 人物・エピソード
- 2018年2月5日、長期離脱からの復帰後、リヴァプールU-23チームの試合に出場し、トッテナムU-23チームのジョージ・マーシュと空中戦で競り合った際に、反則気味のチャージを受けて激昂し、チョークスリーパーを行い、退場処分となった[31][32]。

## 個人成績
2017年5月24日現在
| クラブ             | シーズン | ディビジョン       | リーグ戦 | リーグ戦 | FA杯 | FA杯 | リーグ杯 | リーグ杯 | CL   | CL   | EL   | EL   | EFL  | EFL  | 通算 | 通算 |
| クラブ             | シーズン | ディビジョン       | 出場     | 得点     | 出場 | 得点 | 出場     | 得点     | 出場 | 得点 | 出場 | 得点 | 出場 | 得点 | 出場 | 得点 |
| ------------------ | -------- | ------------------ | -------- | -------- | ---- | ---- | -------- | -------- | ---- | ---- | ---- | ---- | ---- | ---- | ---- | ---- |
| サウサンプトン     | 2006-07  | チャンピオンシップ | 1        | 0        | 0    | 0    | 1        | 0        | –    | –    | –    | –    | –    | –    | 2    | 0    |
| サウサンプトン     | 2007-08  | チャンピオンシップ | 5        | 1        | 0    | 0    | 0        | 0        | –    | –    | –    | –    | –    | –    | 5    | 1    |
| サウサンプトン     | 2008-09  | チャンピオンシップ | 40       | 1        | 0    | 0    | 3        | 1        | –    | –    | –    | –    | –    | –    | 43   | 2    |
| サウサンプトン     | 2009-10  | リーグ1            | 44       | 15       | 5    | 1    | 2        | 2        | –    | –    | –    | –    | 5    | 2    | 56   | 20   |
| サウサンプトン     | 2010-11  | リーグ1            | 36       | 8        | 3    | 2    | 2        | 1        | –    | –    | –    | –    | 0    | 0    | 41   | 11   |
| サウサンプトン     | 2011-12  | チャンピオンシップ | 41       | 11       | 2    | 1    | 3        | 1        | –    | –    | –    | –    | –    | –    | 46   | 13   |
| サウサンプトン     | 2012-13  | プレミアリーグ     | 30       | 3        | 0    | 0    | 0        | 0        | –    | –    | –    | –    | –    | –    | 30   | 3    |
| サウサンプトン     | 2013-14  | プレミアリーグ     | 38       | 9        | 3    | 1    | 1        | 0        | –    | –    | –    | –    | –    | –    | 42   | 10   |
| サウサンプトン     | 通算     | 通算               | 235      | 48       | 13   | 5    | 12       | 5        | -    | -    | -    | -    | 5    | 2    | 265  | 60   |
| ボーンマス（loan） | 2007-08  | リーグ1            | 3        | 0        | 0    | 0    | 0        | 0        | –    | –    | –    | –    | 1    | 0    | 4    | 0    |
| リヴァプール       | 2014-15  | プレミアリーグ     | 27       | 5        | 4    | 1    | 4        | 0        | 6    | 0    | –    | –    | –    | –    | 41   | 6    |
| リヴァプール       | 2015-16  | プレミアリーグ     | 30       | 4        | 0    | 0    | 6        | 0        | –    | –    | 13   | 3    | –    | –    | 49   | 7    |
| リヴァプール       | 2016-17  | プレミアリーグ     | 31       | 8        | 1    | 0    | 3        | 0        | -    | -    | –    | –    | –    | –    | 35   | 8    |
| 総通算             | 総通算   | 総通算             | 326      | 65       | 18   | 6    | 25       | 5        | 6    | 0    | 13   | 3    | 6    | 2    | 394  | 81   |

## 代表歴

### 出場大会
- イングランド代表
  - 2014 FIFAワールドカップ

### 試合数
- 国際Aマッチ 34試合 3得点（2013年-2018年）[33]

| イングランド代表 | 国際Aマッチ | 国際Aマッチ |
| 年               | 出場        | 得点        |
| ---------------- | ----------- | ----------- |
| 2013             | 2           | 0           |
| 2014             | 11          | 0           |
| 2015             | 6           | 0           |
| 2016             | 10          | 3           |
| 2017             | 4           | 0           |
| 2018             | 1           | 0           |
| 通算             | 34          | 3           |

### 得点
| # | 開催日         | 開催地                                                     | 対戦国         | スコア | 結果 | 大会                        |
| - | -------------- | ---------------------------------------------------------- | -------------- | ------ | ---- | --------------------------- |
| 1 | 2016年9月4日   | トルナヴァ、シュタディオーン・アントナ・マラティンスケーホ | スロバキア     | 1–0    | 1–0  | 2018 FIFAワールドカップ予選 |
| 2 | 2016年11月11日 | ロンドン、ウェンブリー・スタジアム                         | スコットランド | 2–0    | 3–0  | 2018 FIFAワールドカップ予選 |
| 3 | 2016年11月15日 | ロンドン、ウェンブリー・スタジアム                         | スペイン       | 1–0    | 2–2  | 親善試合                    |

## タイトル

### クラブ
サウサンプトンFC
- プレミアアカデミーリーグ：1回 (2005-06[34])
- フットボールリーグトロフィー：1回 (2010)

リヴァプールFC
- UEFAチャンピオンズリーグ : 2018-19
- FIFAクラブワールドカップ : 2019
- プレミアリーグ : 2019-20

### 個人
- プレミアリーグ PFA年間ベストイレブン：1回 (2013-14)
- フットボールリーグ・チャンピオンシップ PFA年間ベストイレブン：1回 (2011-12)
- フットボールリーグ1 PFA年間ベストイレブン：1回 (2010-11)